# Becker megye
Becker megye az Amerikai Egyesült Államokban, azon belül Minnesota államban található. Megyeszékhelye és legnagyobb városa Detroit Lakes. Lakosainak száma 35 183 fő (2020. április 1.). Becker megye Mahnomen, Otter Tail, Clearwater, Hubbard, Wadena, Norman és Clay megyékkel határos.

## Népesség
A megye népességének változása:
| Lakosok száma | 32 534 | 32 827 | 32 999 | 33 231 | 33 386 | 35 183 |
|               | 2010   | 2011   | 2012   | 2013   | 2015   | 2020   |